# The Man Who Knew Infinity
The Man Who Knew Infinity är en brittisk biografisk dramafilm från 2015 av regissören Matthew Brown. Filmen är baserad på en bok med samma namn av Robert Kanigel från 1991. Filmens protagonist, Srinivasa Ramanujan, spelas av Dev Patel.

## Handling
Ramanujan är en fattig matematiker som efter att ha växt upp i Madras i Indien, åker till Universitetet i Cambridge under första världskriget, där han blir pionjär inom matematiska teorier med sin professor, G. H. Hardy (som spelas av Jeremy Irons).

## Rollista
- Dev Patel som Srinivasa Ramanujan
- Jeremy Irons som G. H. Hardy
- Toby Jones som John Edensor Littlewood
- Stephen Fry som Sir Francis Spring
- Jeremy Northam som Bertrand Russell
- Kevin McNally som Major MacMahon
- Enzo Cilenti som läkare
- Devika Bhise som Janaki
- Arundhati Nag som Ramanujans mamma